# Stura di Ovada
Lo Stura è un torrente della Liguria e del Piemonte lungo circa 30 km, principale affluente di destra del torrente Orba, che scorre tra la ex-provincia di Genova (ora città metropolitana di Genova) e la provincia di Alessandria.

## Il corso del torrente

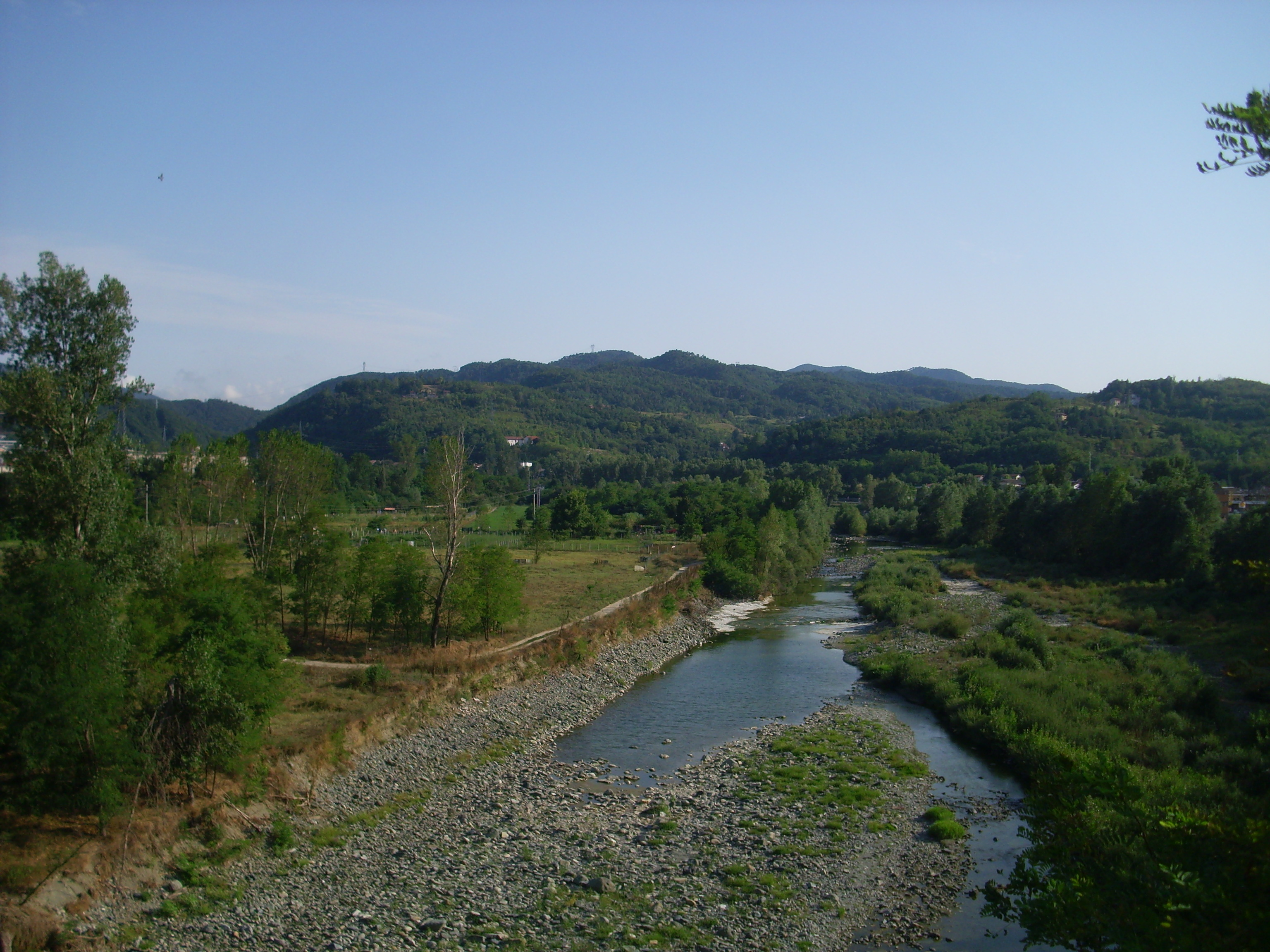
Il torrente a Ovada

Lo Stura nasce, con il nome di torrente Sturetta, dal versante occidentale del monte Orditano, a 938 m s.l.m. d'altitudine nel comune di Ceranesi, dopo aver attraversato i Piani di Praglia, poco a monte di località Stura (Comune di Masone), riceve da destra le acque del Rio di Fregeu e assume la denominazione di torrente Stura, in questo tratto delimita il confine tra Piemonte e Liguria tra i comuni di Ceranesi (GE), Genova, Masone (GE) e Bosio (AL); il settore della vallata appartenente al comune di Bosio è integralmente compreso nel Parco Regionale delle Capanne di Marcarolo. Dopo aver percorso il primo tratto in direzione est - ovest passa presso il passo del Turchino e cambia direzione in sud - nord attraversando i centri abitati di Masone dove riceve il Vezzulla e il Rio Masone, Campo Ligure dove riceve le acque del Ponzema e dell'Angassino, infine bagna, separandole, le due borgate di Rossiglione inferiore e Rossiglione superiore, ricevendo le acque del Berlino e del Gargassa. Circa 2 km a valle di Rossiglione, poco prima della località Gnocchetto (frazione di Ovada), il torrente entra in territorio piemontese, delimitando per un lungo tratto il confine tra i comuni di Ovada e Belforte Monferrato e confluendo poi nell'Orba al limite settentrionale dell'abitato di Ovada.

## Principali affluenti

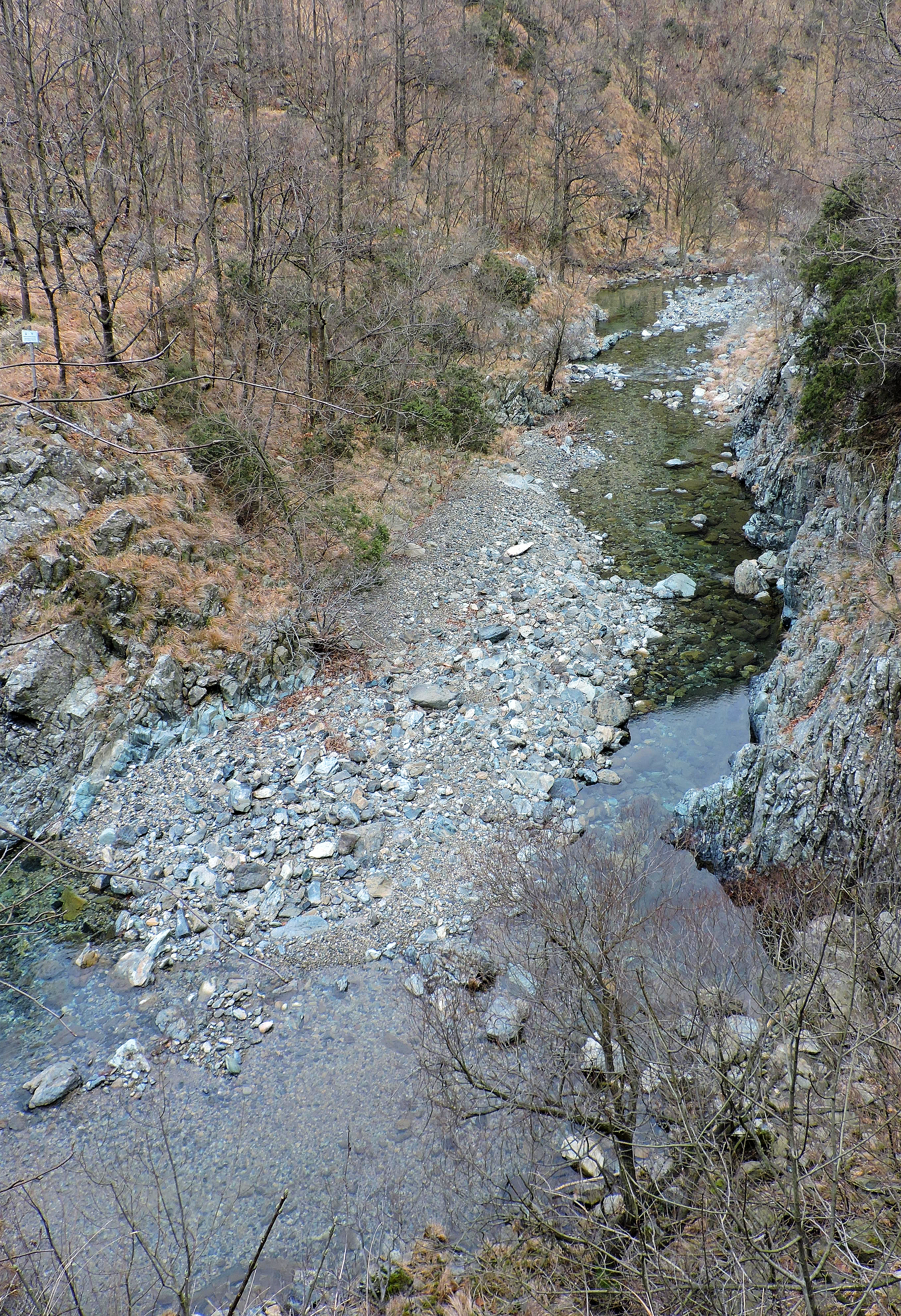
Il rio Masone a monte della Cascata del Serpente.

I principali affluenti della Stura di Ovada sono:
- destra idrografica:
  - rio Vezzulla (12,12 km²),
  - torrente Ponzema (13,16 km²),
  - rio Angassino (4,02 km²),
  - rio Berlino (13,58 km²),
- sinistra idrografica:
  - rio Masone (8,35 km²),
  - rio Masca (11,05 km²),
  - rio Gargassa (16,19 km²).

## Sport

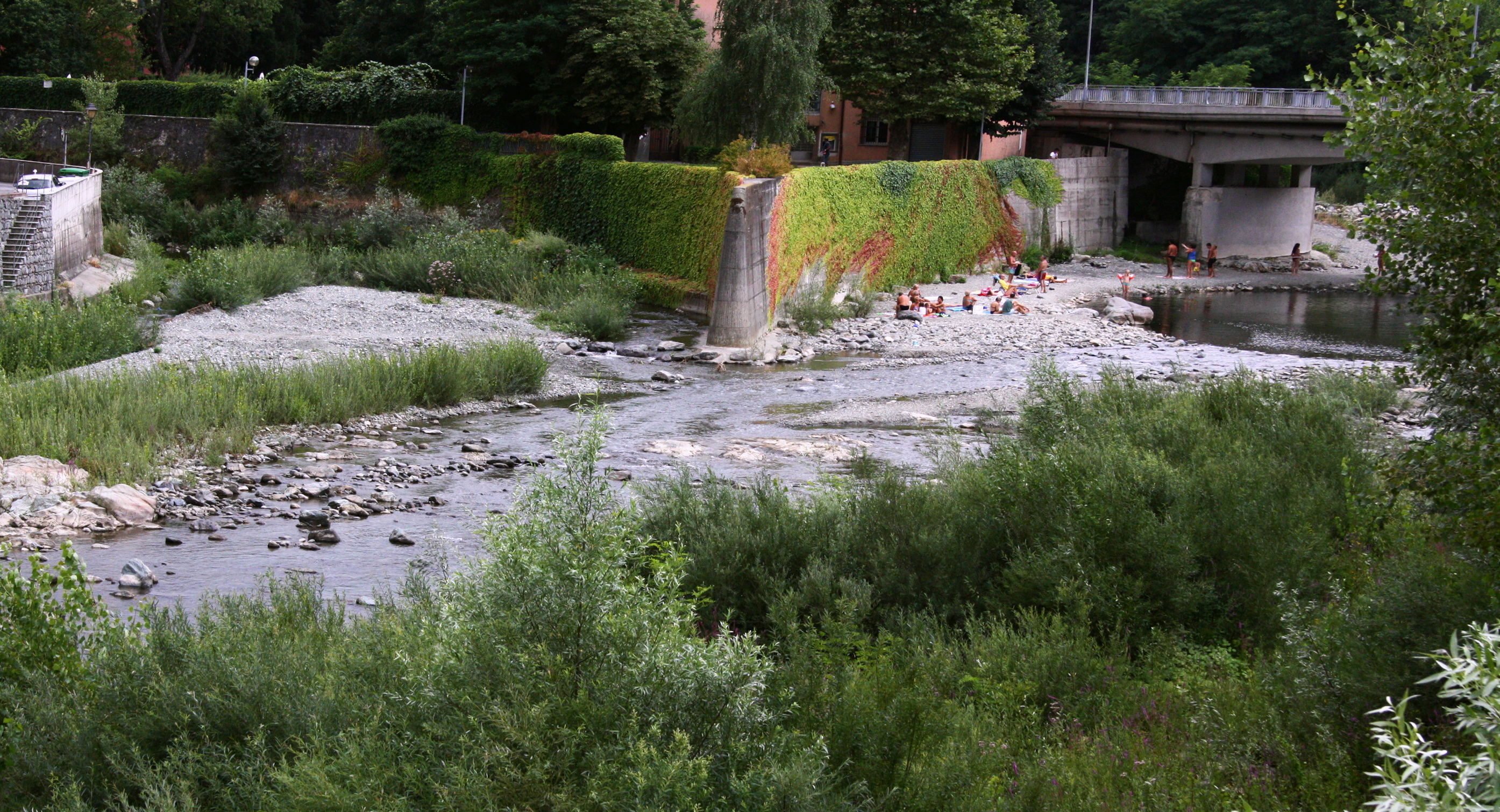
Bagnanti sulla Stura a Campo Ligure

Le acque della Stura sono considerate adatte per la pesca alla trota. Alcuni tratti del torrente possono essere percorsi con la canoa o il kayak.
Vari tratti della costa del torrente sono inoltre frequentati, durante l'estate, da numerosi bagnanti.

## Alluvioni
Il torrente Stura è noto per numerose alluvioni, soprattutto in territorio ligure. Particolarmente disastrose furono le alluvioni del 1970 (dove Masone fu il comune più colpito), 1977 (a Campo Ligure, 1993 (Masone), 2014 e 2019. 

## Protezione della natura
Il torrente segna per un tratto il confine del Parco naturale delle Capanne di Marcarolo.